# Leon Jackson
Leon Jackson (Whitburn, Escócia, 30 de dezembro de 1989) é um cantor escocês e compositor que ganhou a 4a edição da série de TV britânica The X Factor. Foi o primeiro escocês a ganhar a competição. Seu álbum de estréia vendeu mais de 75.000 cópias no Reino Unido.